# Katie Cassidy
Katie Cassidy, właśc. Katherine Evelyn Anita Cassidy (ur. 25 listopada 1986 w Los Angeles) – amerykańska aktorka, modelka, piosenkarka. Występowała gościnnie w takich serialach jak Siódme niebo czy Nie z tego świata. Na dużym ekranie wystąpiła między innymi w komedii Klik: I robisz, co chcesz czy thrillerze Kiedy dzwoni nieznajomy.

## Życiorys
Urodzona w Los Angeles w Kalifornii jest córką muzyka popowego Davida Cassidy oraz byłej modelki Sherry Benedon (z domu Kaltschnee). Rodzice nazwali ją Katie na cześć Katharine Hepburn. Jest pochodzenia niemieckiego i irlandzkiego. Dziadkami Katie ze strony ojca byli aktor Jack Cassidy oraz Evelyn Ward (drugą żoną Jacka była Shirley Jones). Katie dorastała w Calabasas w Kalifornii z matką i ojczymem Richardem Benedonem. Ma dwie starsze siostry, Jennę i Jamie. W dzieciństwie zainteresowała się gimnastyką i aktorstwem, a następnie została cheerleaderką drużyny California Flyers. Jako cheerleaderka udzielała się również w liceum Calabasas High School, którego absolwentką została w 2005 roku. Krótko zajmowała się także modelingiem.
Cassidy występuje w serialach i filmach fabularnych. Znana jest z ról Kelli Presley w horrorze Krwawe święta z 2006 roku – remake’u Czarnych świąt Boba Clarka oraz demonicznej Ruby z trzeciego sezonu serialu Nie z tego świata. Niewielkie role odegrała w kinowych przebojach Kiedy dzwoni nieznajomy (2006) oraz Klik: I robisz, co chcesz (2006), gdzie wystąpiła u boku Adama Sandlera. Występowała też w serialu stacji CBS Harper’s Island. Największą popularność przyniósł jej serial Melrose Place.
Zagrała w filmie Monte Carlo, którego amerykańska premiera miała miejsce 30 czerwca 2011 roku oraz remake’u klasycznego horroru z lat 80. Koszmar z ulicy Wiązów.

## Życie prywatne
Spotykała się z kilkoma znanymi osobami. Związana była z byłym członkiem zespołu Dream Street – Gregorym Raposo (2002–2003) oraz gwiazdorem muzyki pop – Jessem McCartneyem (2004–2007). Utwór „Tell Her” był napisany przez McCartneya specjalnie dla Katie. 8 grudnia 2018 poślubiła Matthew Rodgers'a, z którym spotykała się od 2016. Bardzo dobrze gra na gitarze i fortepianie.

## Filmografia
| Rok  | Film                      | Rola                  |
| ---- | ------------------------- | --------------------- |
| 2006 | The Lost                  | Dee Dee               |
| 2006 | Krwawe święta             | Kelli Presely         |
| 2006 | Kiedy dzwoni nieznajomy   | Tiffany               |
| 2006 | Klik: I robisz, co chcesz | Samantha (27 lat)     |
| 2007 | Śmierć na żywo            | Jewel                 |
| 2007 | You Are Here              | Jabłko                |
| 2007 | Walk the Talk             | Jessie                |
| 2008 | Uprowadzona               | Amanda                |
| 2010 | Koszmar z ulicy Wiązów    | Kris Fowles           |
| 2011 | Georgetown                | Nikki Argo            |
| 2011 | Monte Carlo               | Emma Danielle Perkins |
| 2011 | Fencewalker               | Karen                 |
| 2013 | Zabij dla mnie            | Amanda Rowe           |
| 2014 | The Scribbler             | Suki                  |

| Rok  | Film                                                 | Rola       |
| ---- | ---------------------------------------------------- | ---------- |
| 2002 | Bubblegum Babylon                                    | (ona sama) |
| 2006 | What Have You Done?: The Remaking of Black Christmas | (ona sama) |
| 2007 | May All Your Christmases Be Black                    | (ona sama) |
| 2009 | One by One: The Making of 'Harper’s Island           | (ona sama) |
| 2009 | Casting 'Harper’s Island'                            | (ona sama) |

| Rok     | Serial              | Rola                                |
| ------- | ------------------- | ----------------------------------- |
| 2003    | Babski oddział      | Młoda CD                            |
| 2005    | Listen Up!          | Rebecca                             |
| 2005    | Siódme niebo        | Zoe                                 |
| 2005    | Sex, Love & Secrets | Gabrielle                           |
| 2007    | Nie z tego świata   | Ruby                                |
| 2009    | Wyspa Harpera       | Wyspa Harpera                       |
| 2007    | Melrose Place       | Ella Simms                          |
| 2010    | Plotkara            | Juliet Sharp                        |
| 2011    | Jess i chłopaki     | Brooke                              |
| od 2012 | Arrow               | Dinah „Laurel” Lance/Czarny Kanarek |
| 2015    | Flash               | Dinah „Laurel” Lance/Czarny Kanarek |